# ニューヨーク公共図書館 エクス・リブリス
『ニューヨーク公共図書館 エクス・リブリス』（英語: Ex Libris: The New York Public Library）は、ニューヨーク公共図書館を主題としたアメリカ合衆国のドキュメンタリー映画である。監督はフレデリック・ワイズマン、公開の2017年に第74回ヴェネツィア国際映画祭のコンペティション部門で上映された。
日本では2017年10月に『エクス・リブリス ニューヨーク公共図書館』のタイトルで山形国際ドキュメンタリー映画祭で上映され、その後、邦題を変更して2019年5月18日より岩波ホールにて一般公開された。

## あらすじ
ニューヨーク公共図書館の担う探究、交流、学習の平等なネットワークとしての役割に迫るドキュメンタリーである。中心人物はなく、短い場面の連続で、詩の朗読会やロボット作りまで館内で行われる活動がさまざまに描かれる。この図書館には分館が92ヵ所あり、それぞれの地域のニーズに合わせ、異なるサービスを提供している。
リチャード・ドーキンス、パティ・スミス、エルヴィス・コステロといった有名な講演者と、玄関ホールや別館、ミーティングルームなど、あらゆる場所に無名の一般の図書館利用者が登場する。
図書館を率いる幹部は多様なニーズに応えるという課題を議論し、ワイズマンはそれを様々な図書館の利用者と対比させ、ノートPCユーザ、研究者、ホームレスの姿をとらえた。

## 受賞
- 2017年 第74回ヴェネツィア国際映画祭FIPRESCI賞[3]

### 映画
- 公式ウェブサイト

- 『ニューヨーク公共図書館　エクス・リブリス』予告編 - YouTube

- 映画配給会社ミモザフィルムズのYouTubeチャンネルより
  - 映画公開記念パネルディスカッション　ニューヨーク公共図書館と＜図書館の未来＞第一部 - YouTube
  - 映画公開記念パネルディスカッション　ニューヨーク公共図書館と＜図書館の未来＞第二部 - YouTube

### オンラインデータベース
- Ex Libris: The New York Public Library - IMDb（英語）
- ニューヨーク公共図書館 エクス・リブリス - allcinema
- ニューヨーク公共図書館 エクス・リブリス - KINENOTE

### 配信サイト
- ニューヨーク公共図書館 エクス・リブリス - Apple TV
- ニューヨーク公共図書館 エクス・リブリス - Google Play
- ニューヨーク公共図書館 エクス・リブリス - hulu
- ニューヨーク公共図書館 エクス・リブリス - dTV